# 洋書
洋書（）とは、主に西洋（欧米）で出版された本や、英語・フランス語・ドイツ語などヨーロッパの言語で書かれた本のことである。これ以外にもヒンディー語・アラビア語など、アジアやアフリカの言葉で書かれたものも含まれることがあり、広義には「日本以外の地域で出版された本」あるいは「日本語以外の言語で書かれた本」のことを指す場合がある。ただし中国語・朝鮮語については一定でなく、和書とすることも少なくない。

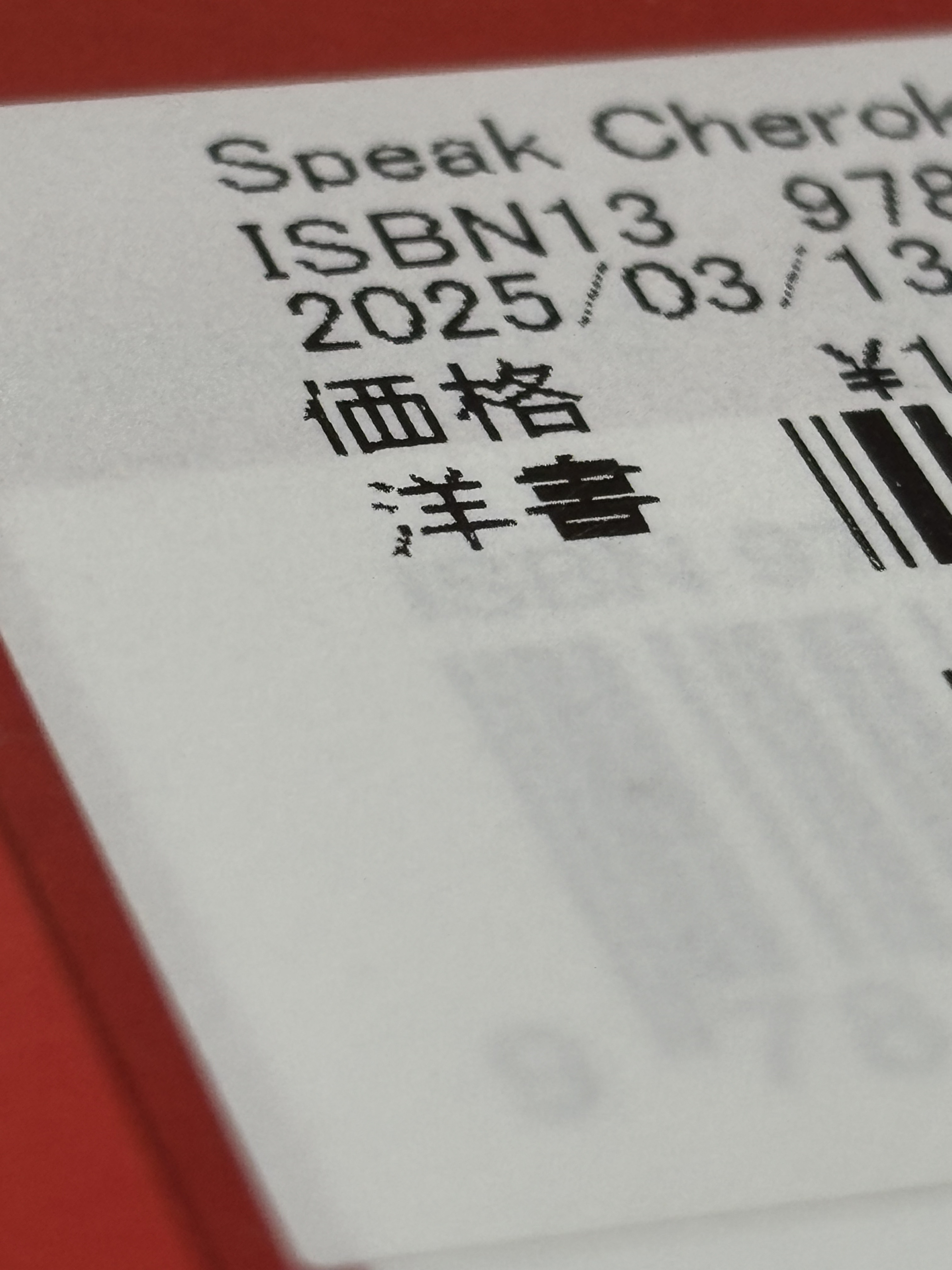
書籍における「洋書」の表示。